# Petermann Island
Petermann Island  – wyspa w Wilhelm Archipelago u zachodnich wybrzeży Półwyspu Antarktycznego, między Hovgaard Island a Argentine Islands.
Na wyspie znajduje się kamienny kopiec, na którym zamontowano tabliczkę z imionami członków ekspedycji francuskiej pod dowództwem Jeana-Baptiste Charcota (1867–1936), która zimowała tu w 1909 roku. Kopiec znajduje się na liście historycznych miejsc i pomników w Antarktyce (ang. Historic Sites and Monuments in Antarctica, HSM), objętych ochroną na mocy Układu Antarktycznego ze względu na wartość historyczną, dokumentującą odkrycia i badania Antarktyki.

## Nazwa
Wyspa została nazwana na cześć Augusta Heinricha Petermanna (1822–1878), niemieckiego kartografa i wieloletniego redaktora naczelnego wiodącego niemieckiego czasopisma geograficznego „Geographische Mittheilungen” .

## Geografia
Petermann Island leży po zachodniej stronie Penola Strait między Hovgaard Island a Argentine Islands w Wilhelm Archipelago u zachodnich wybrzeży Półwyspu Antarktycznego . 
Wyspa ma pochodzenie wulkaniczne . Ma ok. 1,8 km długości z północy na południe i ok. 1,2 km szerokości . Wznosi się na ok. 150 m n.p.m.  Jej północno-zachodni kraniec pokrywa czapa lodowa, a kraniec południowy pokrywa podzielony licznymi szczelinami lodowiec . Charakteryzuje się występowaniem wielu małych zatoczek . 
Odnotowano tu występowanie śmiałka antarktycznego, wielu gatunków mchów i porostów, m.in. złotorosty i jaskrawce oraz glonów – Prasiola crispa .
Na wyspie gniazdują: pingwiny białookie, białobrewe, leucocarbo, pochwodzioby żółtodziobe, wydrzyki antarktyczne i oceanniki żółtopłetwe . 
Wyspa wraz ze skałami przybrzeżnymi jest ostoją ptaków IBA z uwagi na zamieszkującą ją dużą kolonię pingwinów białobrewych . Jest to najbardziej na południe wysunięta kolonia tych ptaków na świecie . W grudniu 2009 roku gniazdowało tu ok. 3020 par tych pingwinów, a w styczniu 2013 – 3300 . W sezonie 2012/2013 odnotowano ok. 296 gniazd pingwinów białookich i 43 Leucocarbo bransfieldensis .

## Historia

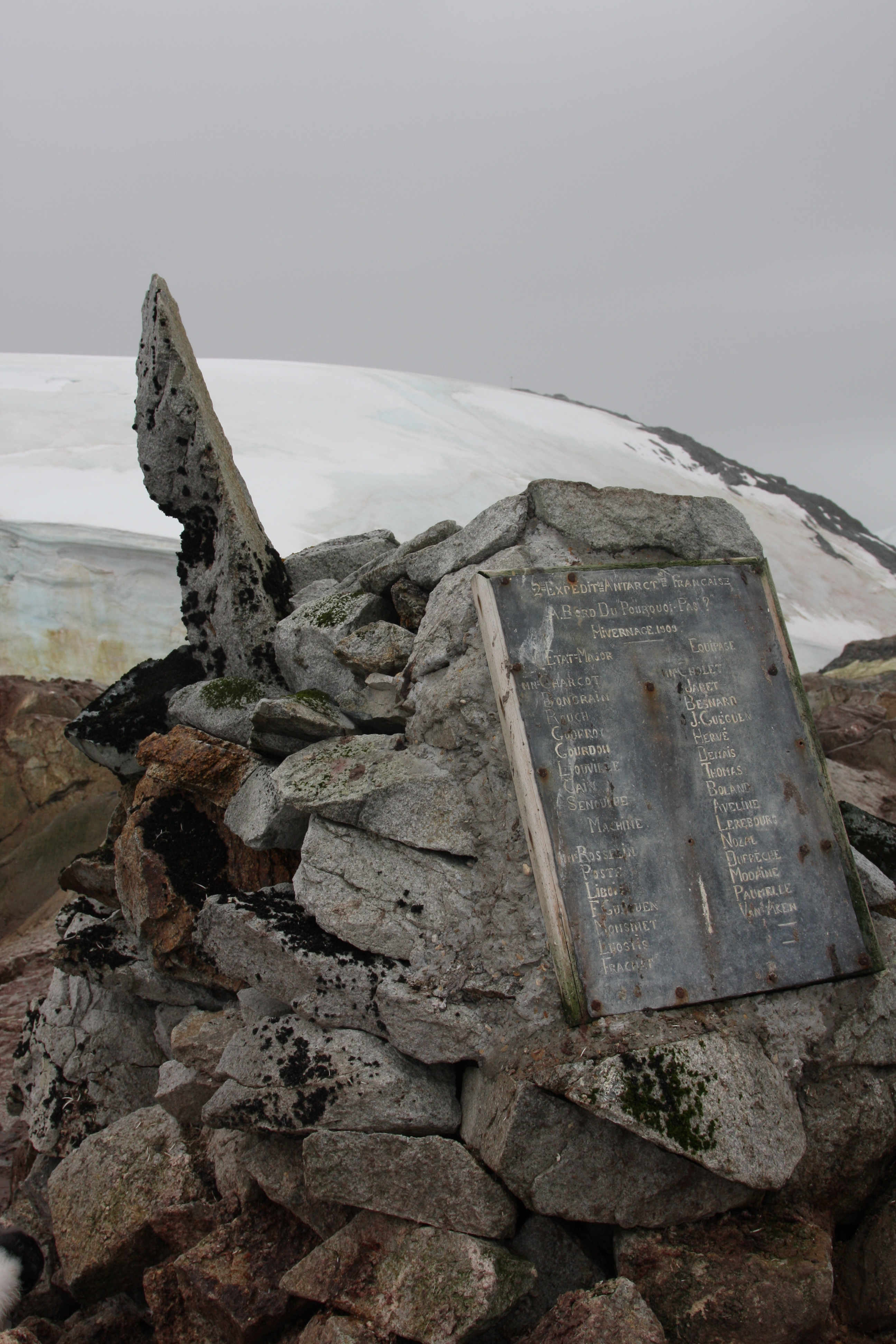
Kopiec Charcota (1909)

Pobieżnie zmapowana przez niemiecką ekspedycję antarktyczną (1873–1874) pod dowództwem Eduarda Dallmanna (1830–1896) i w 1898 roku przez Belgijską Wyprawę Antarktyczną Adriena de Gerlache’a (1866–1934) . Zmapowana ponownie przez ekspedycję francuską pod dowództwem Jeana-Baptiste Charcota (1867–1936) w latach 1904–1905 i w latach 1908–1909 . 
Druga ekspedycja Charcota zimowała w zatoce Port Circumcision w południowo-wschodniej części wyspy . Na  Megalestris Hill usypano kamienny kopiec, na którym zamontowano tabliczkę z imionami członków ekspedycji, którzy zimowali na wyspie . Kopiec znajduje się na liście historycznych miejsc i pomników w Antarktyce (ang. Historic Sites and Monuments in Antarctica, HSM), objętych ochroną na mocy Układu Antarktycznego ze względu na wartość historyczną, dokumentującą odkrycia i badania Antarktyki . Wyspa jej celem turystycznym . 
W latach 1956–1957 wyspa została sfotografowana z powietrza przez Falkland Islands and Dependencies Aerial Survey Expedition (FIDASE) i ponownie zmapowana w 1958 roku .
Na wyspie zachowały się pozostałości argentyńskiej chaty z 1955 roku obok których znajduje się krzyż upamiętniający trzech pracowników British Antarctic Survey, którzy zginęli w 1982 roku podczas przeprawy zimowej z Petermann Island do bazy F . Wyspa jest celem turystycznym . 